# Can Busquets (Sant Cugat del Vallès)
Can Busquets és un edifici del municipi de Sant Cugat del Vallès (Vallès Occidental) que forma part de l'Inventari del Patrimoni Arquitectònic de Catalunya. Fou una de les masies més pròsperes del terme. La capella de Sant Francesc és del segle xvii.

## Descripció
És una masia reformada de planta quadrada. Té planta baixa, primer i segon pis. Els elements de façana són disposats simètricament. És interessant la torreta que s'alça a la part posterior de la casa, que és coronada amb una balustrada. Al costat de la casa hi ha la petita capella de Sant Francesc. És d'una sola nau. Campanar d'e cadireta. La porta i la finestra són emmarcats amb muntants i llindes de pedra.